# Peter Kavka
Peter Kavka (Kassa, 1990. november 20. –) szlovák labdarúgó.

## Pályafutása
Az MFK Košice ifjúsági csapataiban nevelkedett, majd itt mutatkozott be a felnőttek között. 2010. július 18-án a Slovan Bratislava ellen debütált. 2011. október 15-én megszerezte első gólját az MŠK Žilina klubja elleni bajnoki mérkőzésen. 2014 május 1-jén a kupában a döntőben 2–1-re legyőzték a Slovan Bratislava csapatát. Ennek következtében a Slovan Liberec ellen bemutatkozott az Európa-ligában. A 2014-15-ös szezon végén távozott a klubtól és aláírt a cseh Graffin Vlašima csapatához. 2017 januárjában aláírt a Zemplín Michalovce csapatához, amelynél 2018 december végig lépett pályára. 2019 február elején próbajátékon vett részt a magyar Diósgyőri VTK csapatánál.

## Sikerei, díjai
- MFK Košice
  - Szlovák kupa: 2013–14